# Josef Vašica
Josef Vašica (30. srpna 1884 Štítina – 11. dubna 1968 Praha) byl český teolog, filolog, slavista, biblista, literární historik, editor, publicista, překladatel, katolický kněz a vysokoškolský pedagog, který významným způsobem přispěl k poznání staroslověnského písemnictví a české literatury období baroka.

## Život
Vystudoval gymnázium v Opavě, kde na něj měl veliký vliv tehdejší ředitel Vincenc Prasek. Později absolvoval Cyrilometodějskou bohosloveckou fakultu v Olomouci. V roce 1906 byl vysvěcen na kněze. Od roku 1907 studoval na vídeňské univerzitě slavistiku a klasickou filologii. Mezi jeho učiteli byl i známý slavista prof. Vatroslav Jagić.
Po studiích nastoupil jako profesor latiny a češtiny na Arcibiskupské gymnázium v Kroměříži. V roce 1919 získal docenturu a později se stal profesorem na Cyrilometodějské bohoslovecké fakultě v Olomouci a založil zde stolici staroslověnštiny. V roce 1937 se přestěhoval do Prahy, kde vyučoval na teologické fakultě UK. Jeho zásluhy o vědní obory staroslověnský jazyk a literatura a česká literatura byly oceněny členstvím v České akademii věd a umění (mimořádný člen od 11. 12. 1940), dopisujícím členem Královské české společnosti nauk se stal 9. 1. 1935, mimořádným v roce 1937. Od října 1940 byl členem Pražského lingvistického kroužku.
V roce 1950 byl po reorganizaci českého bohosloveckého vysokého školství poslán do důchodu. V závěru života pobýval rád v Klimkovicích.

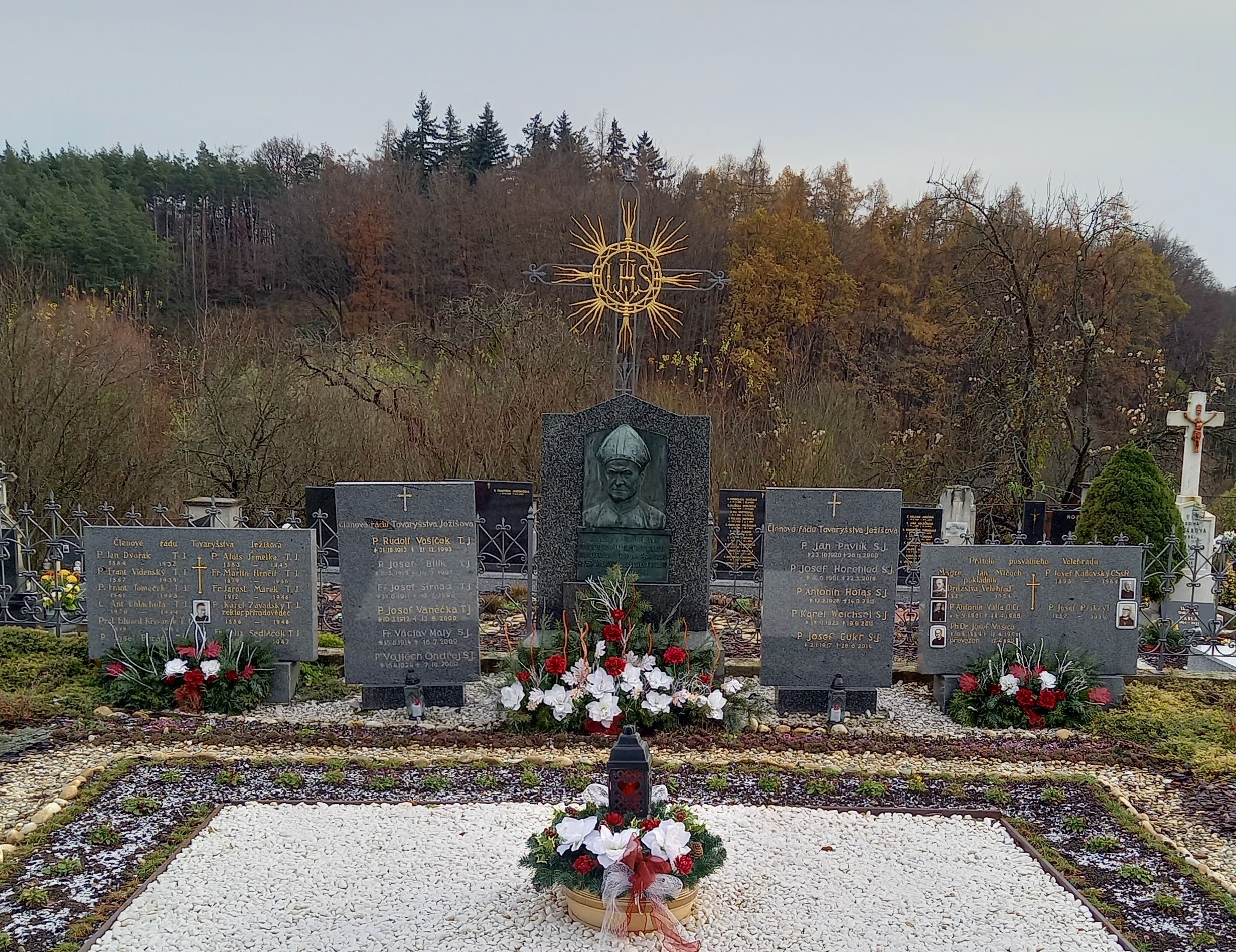
Společný hrob kněží, Velehrad

## Dílo
Josef Vašica se ve své práci zaměřoval na studium staroslověnského jazyka, nejstarší překlady bible do češtiny a literaturu českého baroka.
Byl prvním badatelem, který upozornil na významná literární díla baroka, která byla pozapomenuta nebo ostatními badateli opomíjena (např. na osobu barokního kněze a kazatele Ondřeje Františka Jakuba de Waldta, Bohumíra Josefa Hynka Bilovského, Františka Matouše Kruma etc.). Vašica významným způsobem přispěl k poznání barokní literatury – především poezie – a pomohl tak změnit převládající negativní hodnocení kultury období 17. a 18. století v českých dějinách (za komunistické diktatury zpravidla označované jako „doba temna“). Spolu s historikem Zdeňkem Kalistou usiloval o rehabilitaci českých dějin v pobělohorské době. Jeho práce shrnutá do knihy České literární baroko (1938, reedice až roku 1995) zpřístupnila veřejnosti překvapivě hluboká díla české barokní poezie, např. Bedřicha Bridela.

## Výběrová bibliografie
- Druhá staroslověnská legenda o sv. Václavu. In Sborník staroslovanských literárních památek o sv. Václavu a sv. Lidmile (Praha 1929)
- Staročeské evangeliáře (Praha 1931)
- K dějinám staršího českého písemnictví (Praha 1931, 1937)
- České literární baroko (Praha 1938, Brno 1995)
- Slovanská bohoslužba v českých zemích (Praha 1940)
- Slovanská liturgie sv. Petra (Olomouc 1945)
- Účast Slezska na českém literárním baroku (Opava 1946)
- Soupis staroslovanských rukopisů Národního musea v Praze (s Josefem Vajsem, 1957)
- Slovník jazyka staroslověnského (spoluautor 1958)
- Literární památky epochy velkomoravské 863–885 (1. vyd. Praha 1966, 2. vyd. Praha 1996, 3. vyd. Praha 2014)
- Eseje a studie ze starší české literatury (2001)